# Zwieracze układu moczowego
Zwieracze układu moczowego człowieka:
- mięsień zwieracz pęcherza – mięsień ten umiejscowiony jest wokół ujścia cewki moczowej do pęcherza, dzięki nieustannemu napięciu nie pozwala na niekontrolowane wypływanie moczu. Jest mięśniem gładkim.
- mięsień zwieracz cewki moczowej – umiejscowiony nieco niżej niż zwieracz pęcherza, u mężczyzn w części błoniastej cewki. Jest mięśniem poprzecznie prążkowanym.
- sztuczny zwieracz cewki moczowej (AUS) – implant służący zastąpieniu funkcji zwieracza cewki moczowej, wszczepiany mężczyznom[1] w celu leczenia nietrzymania moczu.